# Terremoto de San Narciso de 1900
El terremoto de Caracas de 1900 o el terremoto de San Narciso (llamado así ya que ese día se celebraba el día del Santo de San Narciso por la iglesia católica), fue un sismo que sacudió la región central de Venezuela a las 4:42 a. m. del 29 de octubre de 1900 con una magnitud estimada entre 7.6 y 8.0. Según testimonios el suelo se sacudía fuertemente y las iglesias se movían en forma de onda, además que el terremoto derrumbó paredes, postes y edificios públicos de la ciudad de Caracas.

## Consecuencias
El terremoto causó el colapso de 237 casas en Guatire y 72 en Guarenas. También se produjeron deslizamientos de tierra y licuefacción del suelo en los estados: Carabobo, Aragua, Anzoátegui, Bolívar, Amazonas Estado Vargas, Estado Miranda y Distrito Capital. Además se reportó una enorme grieta de 300 metros de largo que se originó en el sector de Camuri en el estado La Guaira, además de derrumbes que afectaron el ferrocarril Caracas-La Guaira.
También se reportaron efectos de licuefacción en la zona de Barlovento, mientras que en zonas de Naiguatá y Macuto registraron un tsunami que dañó considerablemente la zona Muchos edificios sufrieron graves daños o se derrumbaron durante el terremoto, el Archipiélago de Los Roques también sufrió fuertes efectos.
Se reportaron algunos daños leves en San Antonio de Los Altos, Panaquire, Paparo, Guarenas, Capaya, Isla La Tortuga, Archipiélago de Los Roques, Güigüe, Clarines, Puerto Cabello y Caucagua. La iglesia de San Francisco en Caracas fue severamente dañada por el terremoto, otra iglesia en Naiguatá fue completamente destruida. El pequeño pueblo de Paparo estaba parcialmente sumergido por las olas del tsunami, la altura máxima del tsunami fue de 5 metros en Barlovento, se registraron más de 250 réplicas en los meses posteriores al evento principal, las réplicas fueron perturbadoras para la población local.